# Dach mansardowy
Dach mansardowy – typ dachu łamanego, w którym każda z połaci składa się z dwóch części: górnej – o mniejszym kącie nachylenia oraz dolnej – stromej, co zwiększa możliwości użytkowania poddasza. Dach mansardowy może być dachem dwu- lub czterospadowym. 
Spopularyzował to rozwiązanie konstrukcyjne François Mansart (1598–1666), francuski architekt okresu baroku, który wykorzystał poddasze jako część użytkową. Dach mansardowy cieszył się także popularnością we Francji w czasach II Cesarstwa i rządów Napoleona III. Francuski dach mansardowy charakteryzuje się nachyleniem dolnej połaci około 60°, zaś górnej - około 30°.
Dachy mansandrowe są charakterystyczne dla budownictwa na Górnym Śląsku. Współcześnie inwestorzy, świadomi górnośląskiego dziedzictwa, również budują z poszanowaniem tej tradycji architektonicznej.